# Гилавар
Гилавар је врста ветра који дува области Каспијског језера. Јавља се у источном делу Азербејџана, нарочито око главног града Бакуа. Дува са истока током целе године и доноси топло време. 